# Larryleachia cactiformis
Larryleachia cactiformis är en oleanderväxtart som först beskrevs av William Jackson Hooker, och fick sitt nu gällande namn av D.C.H. Plowes. Larryleachia cactiformis ingår i släktet Larryleachia och familjen oleanderväxter. Utöver nominatformen finns också underarten L. c. felina.